# Bladskärarmalar
Bladskärarmalar (Incurvariidae) är en familj i insektsordningen fjärilar. 

## Kännetecken
Bladskärarmalar är små fjärilar med ett vingspann på mellan 7 och 21 millimeter för de nordiska arterna. Vingarna är oftast mörka med ljusare fläckar och band. Huvudet har fjäll som ser ut som ett rufsigt hår. Bakvingarna har korta vingfransar. Antennerna är oftast trådformade, men hanarna hos några arter har kamformade antenner. De är snarlika systerfamiljen knoppmalar. 

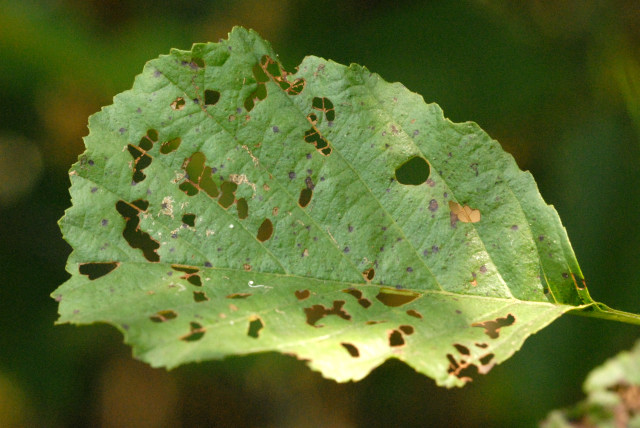
Blad som larven av blek kambladskärare (Incurvaria pectinea) skurit ut bladbitar från.

## Levnadssätt
Honan lägger äggen ett och ett i värdväxten med hjälp ett stilettliknande äggläggningsrör. Larven lever till att börja med som minerare, men övergår så småningom till att leva i en bladhylsa som den spinner ihop av utskurna bladbitar. De lever på björkväxter, bokväxter eller rosväxter. 

## Systematik
Bladskärarmalar bildar tillsammans med 5 andra familjer överfamiljen Incurvariodea. Familjen har cirka 100 arter i 13 släkten. I Sverige finns 9 arter i 3 släkten.
Släkten enligt Catalogue of Life:
- Alloclemensia
- Basileura
- Incurvaria
- Incurvarites
- Kearfottia
- Lampronia
- Paraclemensia
- Perthida
- Protaephagus
- Rhathamictis
- Simacauda
- Tanysaccus
- Vespina